# Paratymolus vannus
Paratymolus vannus is een krabbensoort uit de familie van de Inachidae. De wetenschappelijke naam van de soort is voor het eerst geldig gepubliceerd in 1999 door Loh & Ng.